# Phoemela Baranda
Phoemela Baranda (ur. 1 października 1980 w Manili) – filipińska aktorka, modelka i prezenterka telewizyjna. 

## Kariera
W wieku 13 rozpoczęła karierę modelki, biorąc udział w kampanii reklamowej Extraderm. Jej zdjęcia pojawiły się wkrótce na okładkach pism Seventeen, Mega Magazine, Marie Claire, T3 i Maxim.
W 2000 zadebiutowała w filmie niewielką rolą w serialu telewizyjnym Obiecuję Ci (Pangako sa ’Yo). Rok później u boku Carlosa Agassiego zagrała jedną z głównych ról w komedii Cool Dudes, a w 2003 rolę Esmeraldy w popularnym serialu Narito ang Puso ko. Do 2012 zagrała w 15 programach i serialach telewizyjnych i w 5 filmach fabularnych.
Od 2003 związana ze stacją telewizyjną ABS-CBN, w którym prowadziła program The Buzz. Od 2008 jej twarz reklamuje kosmetyki koncernu Vicki Belo.

## Filmografia

### Filmy fabularne
- 2001: Cool Dudes jako Chantal
- 2005: Dubai jako Melba
- 2005: Exodus: Tales from the Enchanted Kingdom
- 2006: Ang Pamana (Dziedzictwo) jako Vanessa
- 2006: Tatlong Baraha (Trzy asy)

### Seriale telewizyjne
- 2000: Pangako sa ’Yo (Obiecuję Ci) jako Bermudez
- 2003: Narito ang Puso ko (Moje serce jest tutaj)
- 2007: Ysabella
- 2012: Enchanted Garden